# 温斯顿·葛鲁姆
小溫斯頓·弗兰西斯·葛魯姆（英語：Winston Francis Groom, Jr.，1943年3月23日—2020年9月17日），美國小說家、非虛構作品作家。其最知名的作品是《阿甘正傳》（Forrest Gump），於1994年被罗伯特·泽米吉斯翻拍為電影。該電影引發了樂隊花車效應，並贏得了六項奧斯卡金像獎。溫斯頓於1995年出版了阿甘正傳的續篇Gump & Co.,同時也是諸多非虛構文學作品的作者，其題材涉獵廣泛包括美國南北戰爭和第一次世界大戰。

## 生平
溫斯頓·葛魯姆生於美國华盛顿特区，在阿拉巴馬州的莫比尔縣度過自己的童年，並於此進入了 UMS-懷特 預備學校。起初溫斯頓決定成為像其父親一樣的律師，然而在大學擔任文學編輯後，其決定成為一名作家。
溫斯頓於1965年從阿拉巴馬大學畢業，在此期間從屬於Delta Tau Delta兄弟會，以及預備役將校訓練課程組織。
2020年9月17日在美国阿拉巴马州费尔霍普去世，享年77岁。

## 外部連結
- 生平资料，存档于（存檔日期 2012-04-15）